# Centre d'Estudis i Investigacions Comarcals Alfons el Vell
Centre d'Estudis i Investigacions Comarcals Alfons el Vell (CEIC Alfons el Vell) és un organisme autònom constituït per l'ajuntament de Gandia el 1984 que té com a objectius la promoció de la investigació, la divulgació d'estudis científics i la realització d'activitats culturals diverses d'interés per a Gandia i la resta de la comarca de la Safor. És un institut d'estudis comarcals valencià (Ideco) que destaca per la preocupació i sensibilització, i el seu compromís amb la realitat territorial més propera. El 1992 el seu director, Néstor Novell i Sanxo, va rebre el Premi d'Actuació Cívica de la Fundació Lluís Carulla, i des de 1995 fins al 2012 el seu director fou Gabriel García Frasquet, succeït per Rafael Delgado Artés.
Està regit pel Consell General, de 25 persones elegides per un període de 4 anys d'entre els candidats proposats per les entitats culturals i educatives de la comarca de la Safor. Les seves obres més importants són la Col·lecció Alfons el Vell i la Col·lecció Quaderns Comarcals, amb un centenar d'obres publicades, i edita diverses col·leccions de llibres sobre la història, l'urbanisme, l'educació, el folklore, la literatura, l'art, la gastronomia, la demografia, les fonts arxivístiques, l'economia, el medi ambient i altres. Ha organitzat exposicions com Els Borja, valencians universals (1992), El gust d'Ausiàs March (1987), Sucre i Borja, la canyamel dels ducs (2000), De les bombes a l'exili (2001) i va col·laborar de manera decidida en les activitats de l'Any del Tirant (1990).